# Blanchardoplia hirsuta
Blanchardoplia hirsuta är en skalbaggsart som beskrevs av Marc Lacroix 1998. Blanchardoplia hirsuta ingår i släktet Blanchardoplia och familjen Melolonthidae. Inga underarter finns listade.